# 1918 în literatură
- 1917 în literatură — 1918 în literatură — 1919 în literatură

Anul 1918 în literatură a implicat o serie de noi cărți semnificative.

## Cărți noi
- Arnold Bennett - The Roll-Call
- Edgar Rice Burroughs - Tarzan and the Jewels of Opar
- Willa Cather - My Ántonia
- Blaise Cendrars
  - I Have Killed
  - The Severed Hand
- Marie Corelli - The Young Diana
- Sarah Lee Brown Fleming - Hope's Highway
- Mary E. Wilkins Freeman - Edgewater People
- "Owen Gregory" - Meccania the Super-State
- Wyndham Lewis - Tarr
- Baroness Orczy
  - Flower o' the Lily
  - The Man in Grey
- Leo Perutz - From Nine to Nine
- Romain Rolland - Colas Breugnon
- Booth Tarkington - The Magnificent Ambersons
- Mary Augusta Ward - The War and Elizabeth
- Rebecca West - The Return of the Soldier
- Edith Wharton - The Marne

## Premii
- Premiul Nobel pentru Literatură: